# 弗赖翁-格拉弗瑙县
弗赖翁-格拉弗瑙县（德語：Landkreis Freyung-Grafenau）是德国巴伐利亚州的一个县，隶属于下巴伐利亚行政区，首府弗赖翁。
由於兩岸對於德國行政區「Landkreis」翻譯的不同，台灣稱為「郡」；中國大陸則稱為「縣」。